# 軍歴証明書

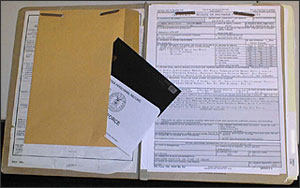
米国空軍の証明書

軍歴証明書（ぐんれきしょうめいしょ）とは、かつて戦争に従軍した軍人並びに軍属、従軍文官が招集から除隊までの任免、配属、賞罰、傷病、その他進級や昇給等の処遇について記録した文書のことである。

## 日本における軍歴証明書
日本における軍歴証明書は、主に満州事変以後に従軍した陸軍・海軍の元将兵について記録した文書であり、主に恩給や保障を受ける際の証明などを目的として本人または3親等以内の親族に対して発行している。
書面の内容は、氏名、官職、叙位叙勲以下、招集時期、出航した港、配属、任官、進級、従軍記録、賞罰、傷病と治癒に関する記録、招集解除時期などが記されている。
陸軍の軍歴は各都道府県の社会福祉担当部署及び厚生労働省が所管している。陸軍軍人・軍属（従軍文官、雇用人、工員を除く）は都道府県、陸軍軍属（高等文官・従軍文官）、海軍軍人等については厚生労働省が所管している。その他、陸海軍の軍属に関して年金等の証明に伴う証明書発行に際しては社会保険事務所を介する場合もある。
軍歴証明書の発行は、証明書に記載された本人または3親等以内の親族であることを証明する戸籍等の文書、手数料と返信用の封書と切手等を同封の上、提出するなどの手続きを経て、発行を受ける。

## 自衛隊における在職証明書
陸海空自衛隊においても退職者の在隊歴証明のため、必要な手続きを経れば在職証明書が退職者に対して発行されている。